# Maakunta
Maakunta [ˈmɑːkuntɑ] (finnisch) bzw. landskap [ˈlandskɑːp] (schwedisch), auch übersetzt mit „Landschaft“ oder „Provinz“, ist eine Form von Gebietskörperschaft in der Verwaltungsgliederung Finnlands. Die Landschaften haben ihren Ursprung in den aus der Zeit der schwedischen Herrschaft stammenden historischen Landschaften Finnlands und wurden 1994 offiziell institutionalisiert.

## Liste der Landschaften
Diese Liste enthält alle 19 finnischen Landschaften mit deutschem, finnischem und schwedischem Namen sowie die Verwaltungssitze.

01-Åland, 02-Südkarelien, 03-Südösterbotten, 04-Südsavo, 05-Kainuu, 06-Kanta-Häme, 07-Mittelösterbotten, 08-Mittelfinnland, 09-Kymenlaakso, 10-Lappland, 11-Pirkanmaa, 12-Österbotten, 13-Nordkarelien, 14-Nordösterbotten, 15-Nordsavo, 16-Päijät-Häme, 17-Satakunta, 18-Uusimaa, 19-Varsinais-Suomi

| Deutsch           | Finnisch          | Schwedisch            | Fläche        | Einwohner (Juli 2020) | Bevölkerungs- dichte | Verwaltungs- sitz |
| ----------------- | ----------------- | --------------------- | ------------- | --------------------- | -------------------- | ----------------- |
| Åland             | Ahvenanmaa        | Åland                 | 01.580,79 km² | 030.074               | 18,5 Ew./km²         | Mariehamn         |
| Kainuu            | Kainuu            | Kajanaland            | 24.451,77 km² | 071.979               | 03,1 Ew./km²         | Kajaani           |
| Kanta-Häme        | Kanta-Häme        | Egentliga Tavastland  | 05.707,63 km² | 170.886               | 30,6 Ew./km²         | Hämeenlinna       |
| Kymenlaakso       | Kymenlaakso       | Kymmenedalen          | 05.633,09 km² | 170.508               | 31,7 Ew./km²         | Kouvola           |
| Lappland          | Lappi             | Lappland              | 98.982,56 km² | 176.691               | 01,8 Ew./km²         | Rovaniemi         |
| Mittelfinnland    | Keski-Suomi       | Mellersta Finland     | 19.948,75 km² | 274.473               | 13,8 Ew./km²         | Jyväskylä         |
| Mittelösterbotten | Keski-Pohjanmaa   | Mellersta Österbotten | 05.218,07 km² | 068.139               | 13,2 Ew./km²         | Kokkola           |
| Nordkarelien      | Pohjois-Karjala   | Norra Karelen         | 21.583,67 km² | 160.176               | 07,6 Ew./km²         | Joensuu           |
| Nordösterbotten   | Pohjois-Pohjanmaa | Norra Österbotten     | 37.415,38 km² | 413.344               | 11,0 Ew./km²         | Oulu              |
| Nordsavo          | Pohjois-Savo      | Norra Savolax         | 20.366,07 km² | 243.583               | 12,2 Ew./km²         | Kuopio            |
| Österbotten       | Pohjanmaa         | Österbotten           | 07.932,72 km² | 180.037               | 22,8 Ew./km²         | Vaasa             |
| Päijät-Häme       | Päijät-Häme       | Päijänne-Tavastland   | 06.254,68 km² | 199.456               | 32,3 Ew./km²         | Lahti             |
| Pirkanmaa         | Pirkanmaa         | Birkaland             | 14.468,80 km² | 519.174               | 35,0 Ew./km²         | Tampere           |
| Satakunta         | Satakunta         | Satakunta             | 08.411,87 km² | 216.172               | 26,5 Ew./km²         | Pori              |
| Südkarelien       | Etelä-Karjala     | Södra Karelen         | 07.235,05 km² | 127.029               | 18,0 Ew./km²         | Lappeenranta      |
| Südösterbotten    | Etelä-Pohjanmaa   | Södra Österbotten     | 13.998,90 km² | 188.410               | 13,7 Ew./km²         | Seinäjoki         |
| Südsavo           | Etelä-Savo        | Södra Savolax         | 18.767,36 km² | 141.673               | 08,0 Ew./km²         | Mikkeli           |
| Uusimaa           | Uusimaa           | Nyland                | 09.567,71 km² | 1.698.7990.           | 170,4 Ew./km²0       | Helsinki          |
| Varsinais-Suomi   | Varsinais-Suomi   | Egentliga Finland     | 10.908,20 km² | 480.103               | 43,5 Ew./km²         | Turku             |